# Dharmawir Bharati
Dharmawir Bharati (ur. 25 grudnia 1926 w Allahabadzie, zm. 4 września 1997) – indyjski poeta, prozaik i dramaturg.
Studiował filologię hinduską na uniwersytecie w Allahabadzie (do 1946), później pracował w wydawnictwie prasowym. Następnie uzyskał doktorat i zaczął pracować jako wykładowca na uniwersytecie. Pisał utwory o tematyce społecznej dotyczące problemów życia klasy średniej w niepodległych Indiach, m.in. powieści: Gunaham ka dewata (Bóstwo grzechów, 1949), Suradź ka swatan ghora (Siódmy koń słońca, 1952), Andha Jug (1953). Opublikował też zbiory opowiadań i wierszy, m.in. podzielony na pięć części poemat Kanupirya. W 1972 został odznaczony Orderem Padma Shri.